# 汾阳基督教教堂
汾阳基督教教堂，位于中华人民共和国山西省吕梁市汾阳市南水井街北口，是汾阳市文物保护单位之一。
在庚子年（1900年）义和团事件中，山西省的美国公理会差会遭受重创，传教士几乎全部被杀。1907年，美国公理会差会派遣裴万铎牧师（Watts Orson Pye；1878－1926）到汾阳，原计划准备结束差会在汾阳的事务，但是裴万铎被文阿德医生（Irenaeus J. Atwood；1849－1913）所作的牺牲所感动，决定留在汾阳。他大力募集资金，于1910年建造宏伟的祷告堂，十字平面，设有高20米的中西合璧的钟楼，为当时汾阳最高建筑。他还用庚子赔款，在汾阳建起图书馆、汾阳医院U字楼和汾阳铭义中学、神道学院。集中连片的欧式建筑群几乎占椐全城四分之一的面积。并以汾阳为基地，越过黄河扩展到陕北、内蒙古，建立多座教堂。引领数千名中国人成为基督徒。
2002年6月，汾阳基督教教堂列为汾阳市文物保护单位，是一座近现代重要史迹及代表性建筑。
汾阳基督教教堂高耸的中西合璧的钟楼出现在2015年上映的贾樟柯导演的电影《山河故人》开头的场景中。